# Nagy tányércsiga
A nagy tányércsiga (Planorbarius corneus) a csigák (Gastropoda) osztályának a tüdőscsigák (Pulmonata) rendjébe, ezen belül a Planorbidae családjába tartozó faj.

## Előfordulása
A nagy tányércsiga Közép-Európában is előfordul.

## Alfajai
- Planorbarius corneus corneus
- Planorbarius corneus grandis

## Megjelenése
A nagy tányércsiga, körülbelül 30 milliméter átmérőjű és 11-12 milliméter magas, háza nagy, vastag korong alakú. Színe vörösbarna vagy zöldes olajbarna, mely alul világosabb. Felülete sokszor rácsos-ripacsos. Az állat teste csaknem fekete. Ha a pigmentanyag hiányzik, a hemoglobint tartalmazó vértől a test világító vörös. A tapogatók hosszúak és vékonyak, a szemek a tapogatók között vannak.

## Életmódja
A nagy tányércsiga álló- és lassan folyó, növényekkel gazdagon benőtt vizek lakója. Tápláléka moszatok és a víz fenekén található szerves törmelék (detritusz).

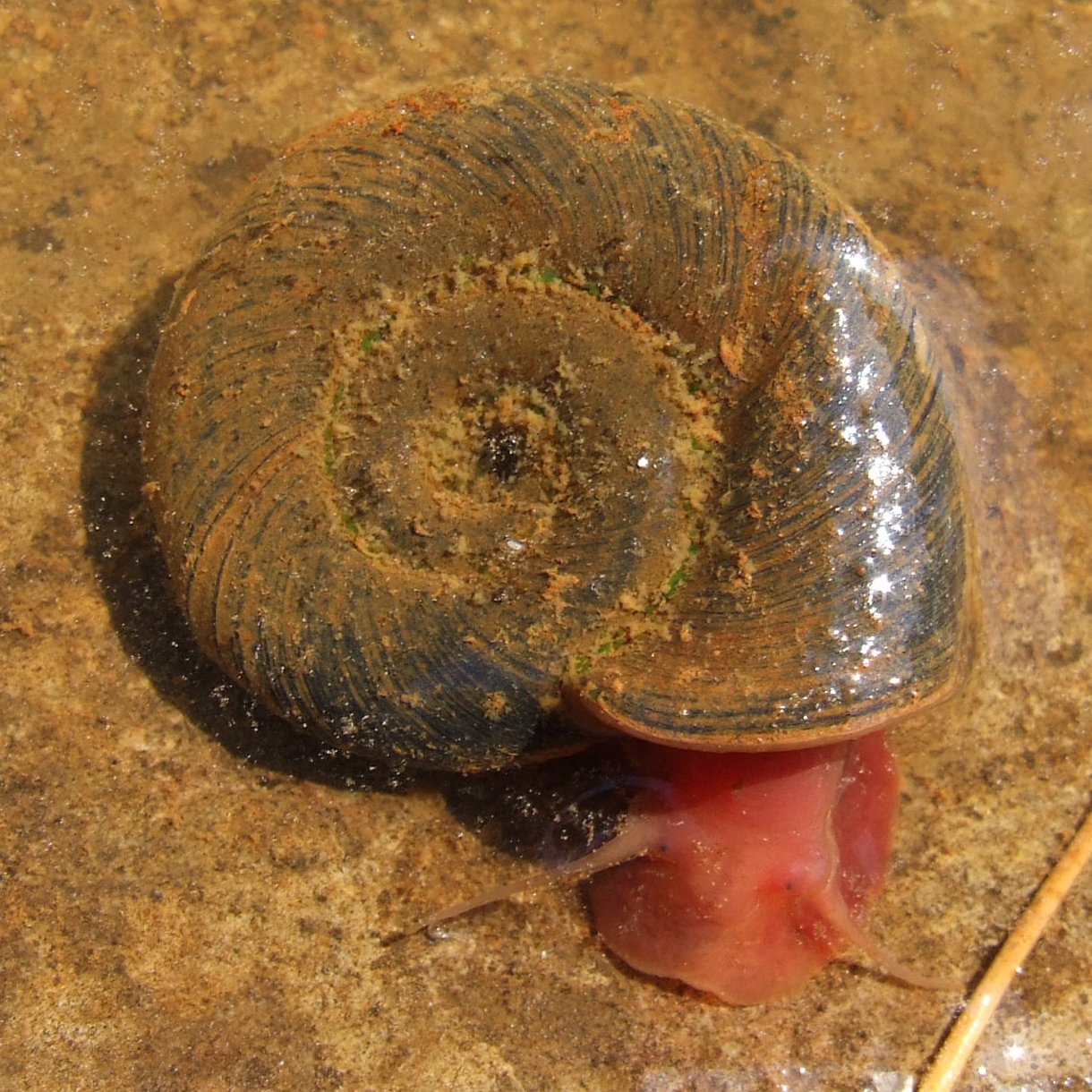
Algákat legelő
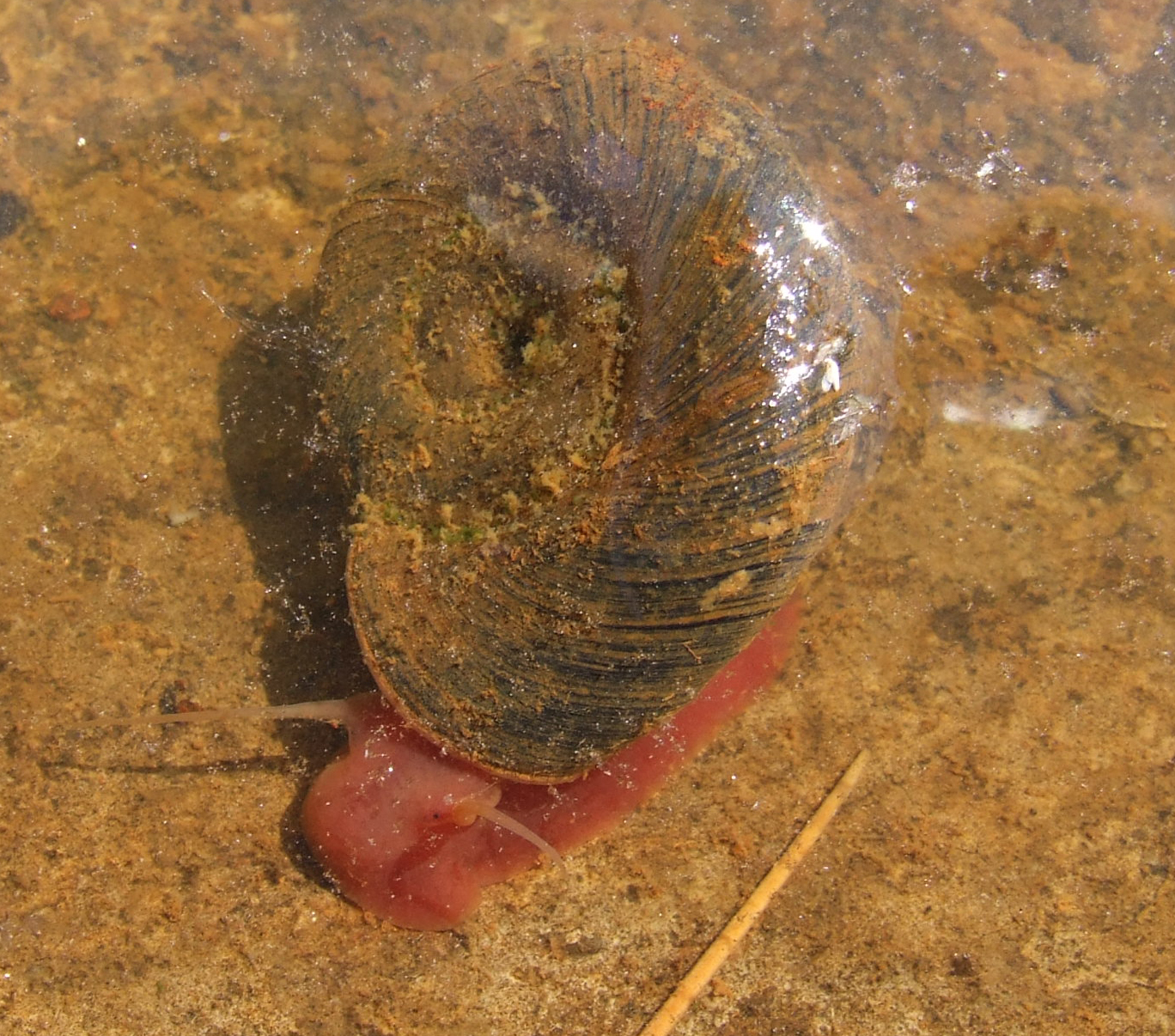
nagy tányércsiga

## Szaporodása
A nagy tányércsiga hímnős állat. Petéit kocsonyás anyagba ágyazva lapos, korong alakú csomókba rakja le, az embriók vörösek.